# Accentazione della lingua latina
Gli studiosi si dividono nel definire la natura dell'accento latino: mentre la maggior parte degli studiosi (tra questi, Sidney Allen, autore dell'importante monografia Vox Latina) ritiene sia stato un accento intensivo, alcuni studiosi italiani e francesi (tra cui Alfonso Traina) reputano sia stato un accento melodico.

## L'accento: alcuni fondamenti linguistici
Per comprendere la discussione circa la natura dell'accento latino del periodo classico (III sec. a.C. - V sec. d.C. c.a) è necessario prima dare qualche appunto di linguistica.
La linguistica contemporanea tende a differenziare, dal punto di vista dell'accento, le lingue in lingue ad accento d'intensità, (o intensivo, o dinamico, o espiratorio) e le lingue ad accento di altezza (o melodico, o musicale o cromatico).
È utile inoltre ricordare, in principio a ogni discussione riguardo all'accento latino, che in una lingua l'accento è connotato da quattro caratteristiche fondamentali:
- intensità, ovvero sia il maggiore sforzo di pronuncia di una sillaba accentata, generato da una maggiore forza di spinta dell'aria sugli organi fonatori;
- altezza, o la frequenza di tono con cui si pronuncia una sillaba (similmente all'altezza di una nota musicale);
- durata, la maggiore o minore lunghezza temporale della pronuncia della sillaba accentata;
- articolazione, il modo nel quale viene articolata una sillaba accentata.[2]

## Le ipotesi passate, la linguistica sperimentale e la teoria dell'accento oggi
L'opinione generale, sino a qualche tempo fa, era che solo una delle prime due caratteristiche citate (intensità e altezza) fossero presenti nell'accento di una lingua, e che la presenza solo di una delle due in un idioma fosse il fattore distintivo tra le cosiddette "lingue ad accento d'intensità", (o intensivo, o dinamico, o espiratorio) e le "lingue ad accento di altezza" (o melodico, o musicale o cromatico).
Poiché le lingue con accento intensivo accentuavano con l'intensità, trascurando l'altezza, mentre le lingue melodiche rilevavano l'altezza tonale senza incidere su di essa con l'intensità articolatoria.
Tuttavia, la fonetica sperimentale, negli ultimi decenni del XX secolo, ha dimostrato l'insussistenza di questo genere di divisione: è stato infatti comprovato che, in realtà, tutte e quattro queste caratteristiche sono presenti in ogni accento: ogni lingua possiede intensità, altezza, durata e articolazione nello stesso momento e nella stessa esecuzione fonatoria. A questo proposito, ad esempio, si pensi all'italiano, lingua dotata di accento intensivo. Sebbene non usato all'interno dell'economia dell'accento, l'innalzamento dell'altezza tonale è lo strumento fondamentale che permette di distinguere un'affermazione ("andate!" schema di lettura: an - da - te _, con abbassamento tonale) da un'interrogazione ("andate?" schema di lettura an _ da _ te -, con innalzamento tonale).
Per quale motivo, dunque, una lingua può avere accento solo intensivo o solo melodico?
La risposta risiede non nell'effettiva esecuzione della parola in sé, ma nella percezione che il destinatario ne ha. Secondo una teoria linguistica diffusa e accreditata, quella dell'economia linguistica, un parlante cerca di usare meno strumenti possibili, e i più semplici e duttili, per articolare la più vasta gamma di suoni (ad esempio, di tutti i foni articolabili, svariate centinaia, solo pochi sono realmente usati in una data lingua come fonemi - nell'italiano, ad esempio, circa una trentina). Così accade ad esempio con la durata, generando due diversi aspetti della lunghezza della sillaba, quello della durata in sé (ossia dell'esecuzione oggettiva e meccanica) e quello della quantità (ossia la durata percepita dal parlante come valore fonologico) tanto che anche nella distinzione, sempre latina, tra vocale o sillaba breve o lunga, la lunga rispetto alla breve non deve valere necessariamente due unità di durata, ma anche una e mezzo o tre o più, poiché il fatto distintivo importante è che vi sia una distinzione tra 1 (unità quantitativamente breve) e >1 (unità quantitativamente lunga). E similmente accade anche con l'articolazione, che viene sentita in modo diverso a seconda delle lingue.
Detto questo comprendiamo che, seppure in ogni accento esistano intensità e altezza, solo una viene percepita dal parlante di una lingua.

## Prove a sostegno dell'ipotesi intensiva
Sebbene alcuni ritengano che l'accento latino classico fosse melodico, l'opinione della maggior parte degli studiosi è che esso fosse prevalentemente intensivo (come quello dell'italiano e delle altre lingue neolatine). Ecco alcuni argomenti a sostegno di questa tesi:
- A differenza della maggior parte delle lingue con accento melodico, in latino non esistono coppie minime come il greco antico φῶς (accento discendente) "luce" vs. φώς (accento ascendente) "uomo", nelle quali un cambio d'accento sulla stessa sillaba modifica il significato della parola[6].
- La caduta delle vocali precedenti o successive all'accento in parole come discip(u)līna e sinist(e)ra;
- L'abbreviamento delle sillabe precedenti o successive a quella accentata in Plauto e Terenzio per il fenomeno prosodico della brevis brevians (ad esempio, scansioni come senex e voluptātem con seconda sillaba breve)[7].

## Prove a sostegno dell'ipotesi melodica
Alcuni studiosi ritengono che la popolazione latina, almeno tra il III sec. a.C. e il V sec. d.C. (ossia nei periodi che definiamo come "storici" o "classici" della lingua latina antica) percepisse un accento melodico. Vi sono diversi indizi a questo proposito:
- In primo luogo, melodica è la natura dell'accento nel greco antico; o meglio, melodica ne era la percezione per i greci, e per questo essi avevano una nomenclatura linguistica e una struttura metrica naturalmente legata alla percezione melodica dell'accento. Essi distinguevano tra sillaba con accento acuto ὀξεῖα (oxèia); sillaba con accento grave, βαρεῖα (barèia), o meglio "sillaba con accento più basso di quello acuto" (da cui il vocabolo greco), dunque atona; sillaba con accento circonflesso περισπομένη (perispoménē), ossia una sillaba con un doppio accento, il primo acuto e il secondo grave (da cui la notazione grafica ^, che corrisponde alla somma grafica due accenti). Anche la stessa metrica aveva il nome di προσῳδία (prosōdíā), nome derivante da ᾠδή (ōdḕ), ossia canto.

Sappiamo anche come i latini adottarono in blocco la terminologia metrica greca, con i corrispettivi accentus (per altro, da ad + cantus, che significa propr. canto), acutus, gravis, circumflexus, tutti nomi corrispettivi degli equivalenti greci. Ciò non ci sorprende, se pensiamo che i latini avessero un accento melodico; viceversa ci lascerebbe stupiti qualora avessero avuto una coscienza intensiva dell'accento. In quel caso, dovremmo ritenere che la terminologia latina (parole come "accentus" e "prosodia") fosse meramente convenzionale, come lo è in italiano.
- Secondo alcuni autori, la presenza di vocali e sillabe lunghe e brevi non sarebbe conciliabile con un accento intensivo, ma soltanto con un accento musicale. Questa notizia è però male informata, in quanto vi sono numerose eccezioni, tra cui il tedesco, l'arabo, la maggior parte delle lingue indiane, il finlandese, etc.
- Inoltre, i passi degli autori latini che parlano di metrica; seppure non in modo chiaro (non avevano infatti la necessità di testimoniarlo esplicitamente: l'accento era qualcosa di ovvio e istintivo anche per il lettore loro contemporaneo), essi suggeriscono la melodicità dell'accento.[10]

## L'accento dopo Roma
Ciò che abbiamo detto ovviamente vale per il periodo che intercorre tra il 240 a.C. (prima manifestazione letteraria latina a noi nota, un dramma di Livio Andronico) sino al V secolo d.C. (fine dell'impero romano).
Con lo sfaldamento dell'Impero romano d'Occidente, la mancanza di un'autorità centrale (anche e soprattutto didattica) cui affidare la diffusione di una lingua corretta e univoca generò la mutazione progressiva della lingua a tutti i livelli, e in tutti i paesi. La mutazione della percezione dell'accento, seppure lenta e non registrata dai contemporanei, portò al nuovo sentire, accentuativo, della lingua latina (con la scrittura di versi in latino con metrica accentuativa, avvenuta durante l'Alto Medioevo) confluita poi, con il definitivo distacco del latino volgare dal latino vero e proprio, nei volgari (con l'italiano, e generalmente le lingue neolatine, che hanno tutt'oggi un accento intensivo).

## L'accento preletterario
In aggiunta a ciò, i linguisti si sono interrogati - e tuttora si interrogano - sulla natura dell'accento prima dell'età letteraria, questione ben più complessa della (già non facile) precedente.
Riteniamo già da alcuni indizi linguistici che l'accento latino preletterario (ossia afferente a un periodo che va dalla nascita della lingua latina sino al IV sec. a.C.) non fosse del tutto identico a quello letterario (ossia dall'inizio delle attestazioni letterarie in lingua latina oggi possedute): sappiamo ad esempio dai meccanismi di apofonia latina come esso all'epoca fosse protosillabico (perché evoluzione dell'indoeuropeo, verosimilmente protosillabico, come un'altra lingua indoeuropea, il germanico comune), ossia evidenziasse sempre la prima sillaba della parola. In aggiunta a ciò, molti studiosi sono portati a credere che esso potesse non essere già melodico, ma inizialmente intensivo. A questo favore si riporta:
- l'idea che l'apofonia latina (meccanismo che porta all'oscuramento e alla sincope di alcune vocali brevi in posizione post tonica) potesse essere realizzata solo con un accento di natura intensiva (più portato, quindi, a cancellare le sillabe per l'intensità dell'articolazione della sillaba accentata, che ruba spazio alle altre e in primo luogo alla successiva);
- la considerazione del verso saturnio (antichissimo schema metrico latino, di incerta derivazione e struttura) fosse in realtà un verso intensivo e non melodico (ossia, basato sugli accenti come quelli odierni italiani, e non sulla quantità lunga e breve delle sillabe).

D'altro canto però altri studiosi, seguendo la linea della doppia presenza dell'intensività e della melodia nello stesso accento, hanno affermato che:
- determinate mutazioni meccaniche (come l'apofonia latina) potessero avvenire anche con un accento melodico, in quanto la presenza dell'intensità, seppure non percepita come azione fonologica (portatrice di senso) ma solo fonetica, poteva agire sulle sillabe;
- il saturnio potesse essere un verso greco melodico importato a Roma dalle colonie doriche magnogreche dell'Italia meridionale, intorno al IV/III sec. a.C.[12] A sostegno di questa tesi, la testimonianza del grammatico Cesio Basso e un inno cultuale greco, in lingua non letteraria, che sembra avere il medesimo schema metrico.[13]

A tutt'oggi, seppure predomini la soluzione intensiva, riguardo l'accento preletterario esistono troppo poche informazioni perché si possa dare una risposta certa e definitiva.